# Молекулярна діаграма
Молекулярна діаграма (англ. molecular diagram) — схема зв'язків у молекулярному індивіді, на якій при атомах подаються їх ефективні заряди, при зв'язках — їхній порядок, а також можуть приводитись вільні валентності атомів чи інші характеристики, одержані методами квантової хімії.
На молекулярних діаграмах відображаються дані про порядки (кратності) зв'язку між атомами, виявляються індекси вільної валентності та заряди атомів. На відміну від класичної хімії, де порядок зв'язку — завжди ціле число, в квантовій хімії допускається існування зв'язків будь-яких порядків, в тому числі і дробних.